# Port lotniczy Koczin
Port lotniczy Koczin (IATA: COK, ICAO: VOCI) – międzynarodowy port lotniczy położony 30 km od centrum Koczin, w Nedumbassery, w stanie Kerala, w Indiach.